# Berberis lhapsoensis
Berberis lhapsoensis är en berberisväxtart som beskrevs av Harber. Berberis lhapsoensis ingår i släktet berberisar, och familjen berberisväxter. Inga underarter finns listade i Catalogue of Life.